# 華南金融控股
華南金融控股公司（英語：Hua Nan Financial Holdings Co., Ltd.），簡稱華南金控，是臺灣在《金融控股公司法》三讀通過後第一家成立之金融控股公司，以華南銀行為首於2001年成立。其在臺灣證券交易所上市（臺證所：2880），為具有官股背景之民營金融機構。

## 歷史

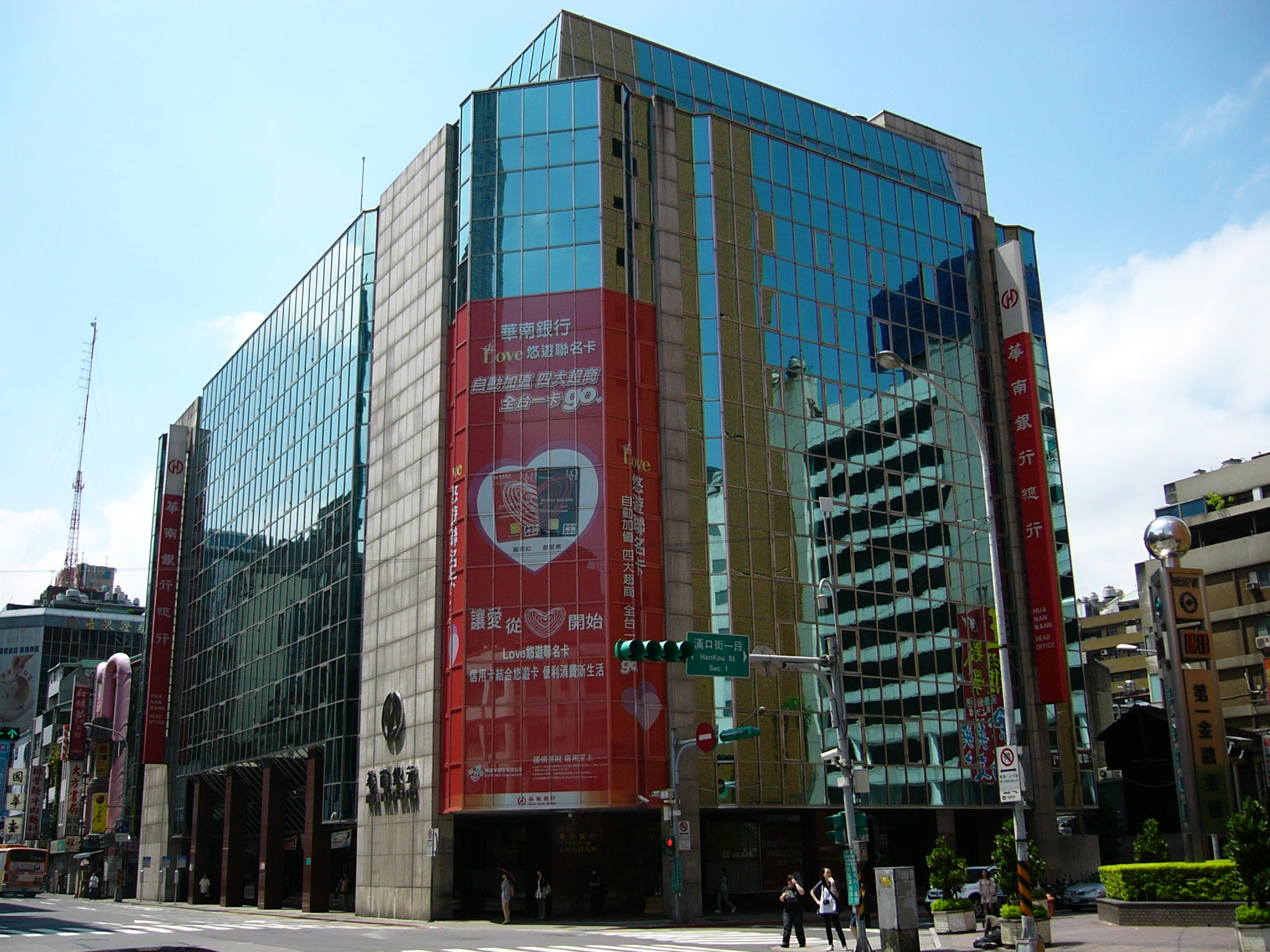
位於臺北市重慶南路的華南銀行舊總行大樓，亦為華南金控第一代總部所在地

1999年11月14日，華南銀行（華銀）與永昌綜合證券（永昌證）雙方召開股東臨時會，通過共同以已發行股份全數轉換方式轉型為華南金控，並推選原華銀董事長林明成為華南金控董事長，以同年11月19日為華南金控開業日暨股票掛牌上市轉換基準日，資本額定為新台幣一千億元。日後將陸續增設結合華銀現有的180多個分行及永昌證的40個分點成立證券與銀行理財服務的據點。
2001年12月26日，中華民國財政部發出許可執照，華南金控正式成立。
2014年12月27日，華南金控總部與華南銀行總行由臺北市中正區重慶南路一段38號遷往華銀總行大樓。
2016年9月12日，前財政部次長吳當傑接任華南金控董事長。
2020年因2019冠状病毒病疫情，金融市場大幅波動，旗下華南永昌證券發生因權證避險不及，鉅額虧損47億多元，使華南金單月損失36億元，後續進而解散轉投資的香港華南永昌證券，以彌補虧損。

## 旗下子公司
- 華南商業銀行
- 華南永昌綜合證券
- 華南永昌投資信託
- 華南金創業投資
- 華南金資產管理
- 華南產物保險

## 外部連結
- 華南金控
- 華南銀行 （页面存档备份，存于）
- 華南永昌綜合證券
- 華南永昌投信 （页面存档备份，存于）
- 華南產物保險 （页面存档备份，存于）
- 華南票券
- 華南金資產管理 （页面存档备份，存于）